# Benny Andersson

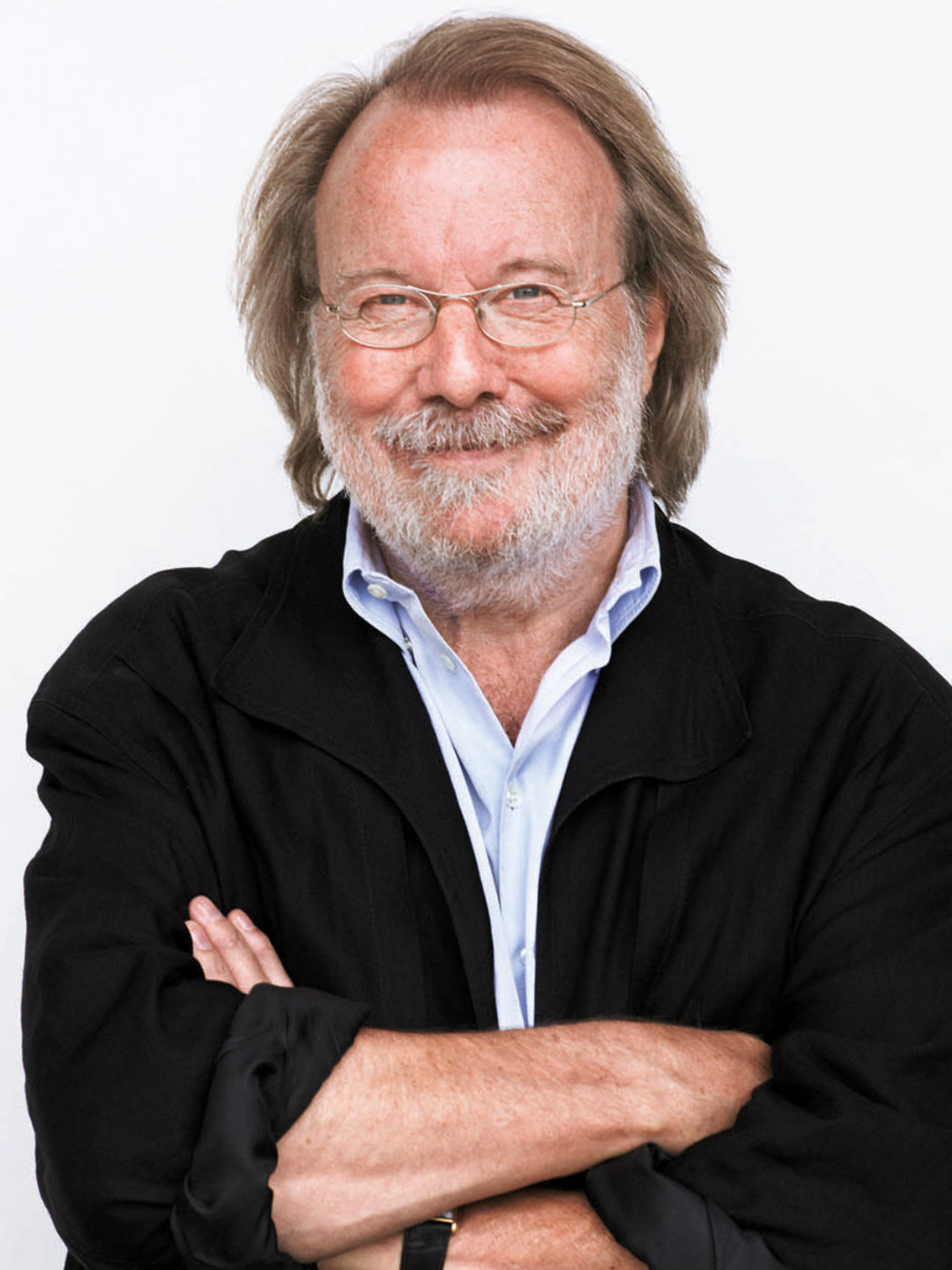
Benny Andersson (2012)

Göran Bror Benny Andersson (* 16. Dezember 1946 in Stockholm) ist ein schwedischer Musiker, Songwriter und Musikproduzent. Er wurde als Mitglied der Gruppe ABBA bekannt.

## Leben

### Kindheit und Jugend

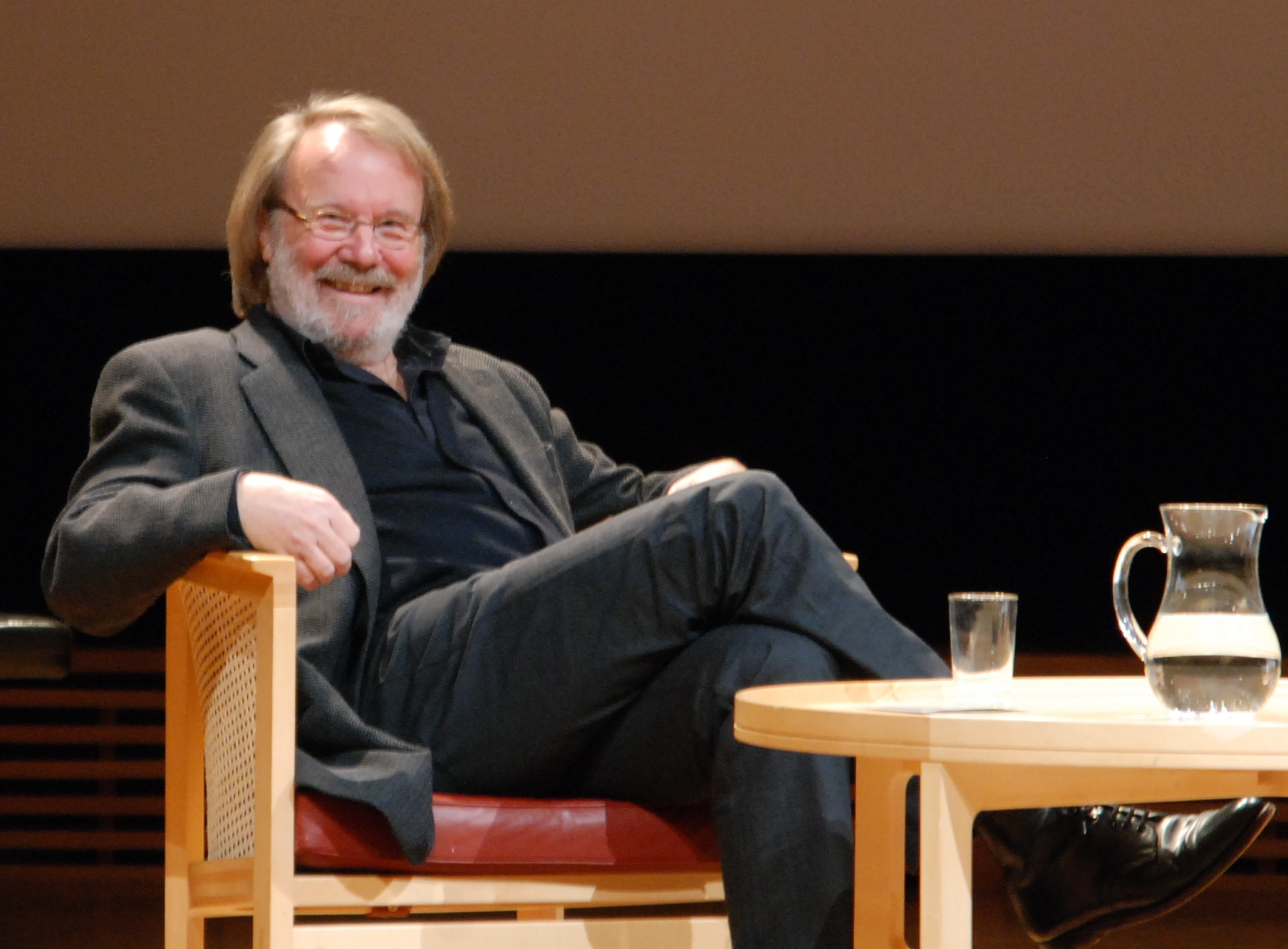
Benny Andersson (2008)

Andersson wurde 1946 im Stockholmer Innenstadtviertel Vasastaden als Sohn des Bauingenieurs Gösta Andersson und dessen Frau Laila geboren. Die Familie zog kurz danach in den ruhigeren Vorort Vällingby, wo Andersson mit einer Schwester aufwuchs. Seine musikalische Ausbildung erhielt er hauptsächlich im Elternhaus durch seinen Vater und Großvater, die leidenschaftliche Akkordeonisten waren und traditionelle schwedische Volksweisen spielten.
An seinem sechsten Geburtstag bekam er ein Akkordeon geschenkt, mit dem er kurz darauf gemeinsam mit seinem Vater und dem Großvater erste Auftritte hatte, wobei sich die drei zu Beginn Bennys Trio nannten. Mit zehn Jahren folgte dann ein Klavier. Nach wenigen Klavierstunden brachte sich Andersson als Autodidakt das Spielen selbst bei. Nach eigenen Angaben trug Andersson als Teenager Haargel und weite Sakkos und mochte Caterina Valente, deren Film Du bist Musik er sich mehrmals im Kino angesehen hatte. Danach habe er Elvis Presley entdeckt, und sein Musikgeschmack veränderte sich.

### Anfänge als Musiker und Mitglied der Hep Stars
Bereits während seiner Schulzeit schrieb Andersson seine ersten Stücke. Zu dieser Zeit spielte er zusammen mit seiner Jugendfreundin Christina Grönwall in der Band Elverkets Spelmanslag, die im örtlichen Jugendclub auftrat. Im März 1964 nahmen Elverkets Spelmanslag an einem Talentwettbewerb teil, bei dem auch die Hep Stars auftraten. Bei dieser Gelegenheit lernte Andersson deren Sänger Svenne Hedlund kennen, der nach einem neuen Organisten Ausschau hielt. Hedlund war begeistert von Anderssons Orgelspiel, so dass die zu der Zeit aufstrebende Rockgruppe Hep Stars ihn im Oktober 1964 als Keyboarder engagierte. Während eines Konzertes im Juni 1966 in Linköping lernten sich Andersson und Björn Ulvaeus kennen, zwischen denen eine bis heute anhaltende enge Freundschaft und Arbeitsgemeinschaft entstand. Diese zunächst eher flüchtige Bekanntschaft wurde drei Monate später nach einer Party in Västervik vertieft: Beide schrieben ihren ersten gemeinsamen Song Isn’t It Easy to Say, der kurze Zeit später von den Hep Stars aufgenommen wurde und als Platte erschien.
Andersson wurde zu einem festen Mitglied der Gruppe und avancierte in den folgenden Jahren zum Teenie-Idol Schwedens. Zunächst nahm die Gruppe nur Coverversionen der zu der damaligen Zeit beliebten Rock-’n’-Roll-Musik auf. Als ihnen allerdings zunehmend das Material ausging, begann Andersson sein eigenes musikalisches Material beizusteuern. Von 1964 bis 1969 spielte Andersson mit den Hep Stars 20 Top-Ten-Hits ein. Die Hep Stars waren in den 60er Jahren die erfolgreichste Popgruppe Schwedens. Zu ihren Erfolgsnummern zählten auch Anderssons Kompositionen Wedding und Sunny Girl. Im Frühjahr 1969 orientierte sich die Gruppe musikalisch neu, und Andersson verließ die Band. Zu diesem Zeitpunkt hatte er mit seiner früheren Freundin, der Sängerin Christina Grönvall, bereits zwei Kinder, einen Sohn (* 1963) und eine Tochter (* 1965).

### Erfolg mit ABBA

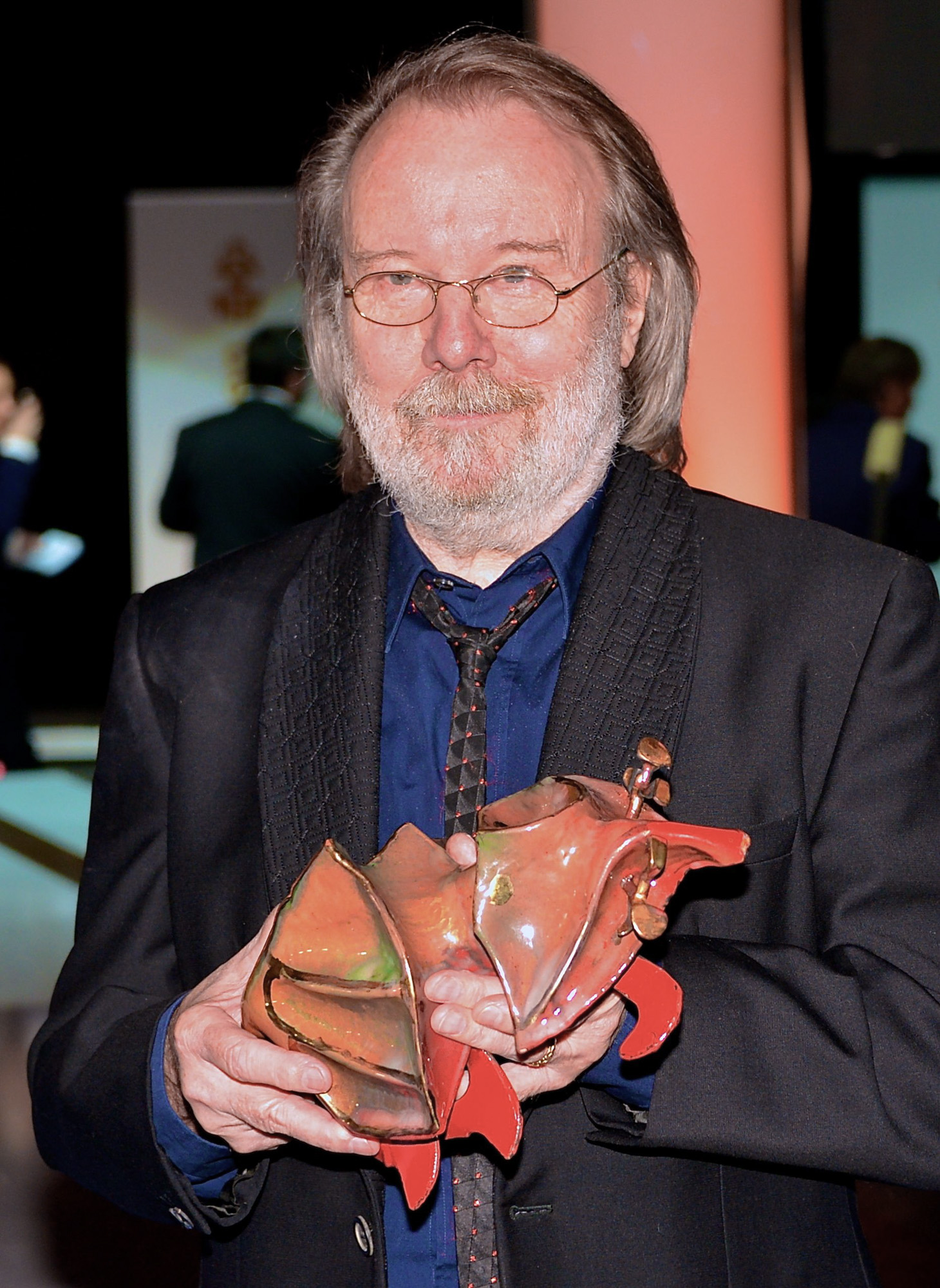
Benny Andersson (2013)

Ende 1968 traf Andersson die Jazz-Sängerin Anni-Frid Lyngstad und wurde zunächst ihr Produzent. Zusammen mit Björn Ulvaeus schrieb er für sie das Lied Peter Pan. Ulvaeus’ und Anderssons gemeinsame Arbeit war sehr fruchtbar, was zu einer ständigen Zusammenarbeit als Songschreiber für andere und schließlich zur Gründung einer eigenen Band mit der Bezeichnung Björn und Benny führte. Dabei verfolgte Andersson weiterhin Soloprojekte und wurde als „Bester zeitgenössischer Komponist Schwedens“ ausgezeichnet.
Am 6. Oktober 1978 heirateten Andersson und Anni-Frid Lyngstad in Stockholm-Lidingö, nachdem sie fast zehn Jahre zusammengelebt hatten. Am 26. November 1981 wurden sie geschieden. Eine Woche nach der Scheidung heiratete Andersson die schwedische Fernsehmoderatorin Mona Nörklit und wurde zwei Monate später noch einmal Vater eines Sohnes (* 1982). Auch während der ABBA-Jahre waren Andersson und sein Partner Ulvaeus weiterhin als Produzenten, Komponisten und Musiker für andere tätig. Erst mit dem internationalen Durchbruch 1976 konzentrierten sich beide ganz auf die Arbeit innerhalb der Gruppe. 1979 und 1980 produzierte Andersson dann wieder zwei Alben für Finn Kalvik. 1982 beendeten die Mitglieder von ABBA die Zusammenarbeit auf unbestimmte Zeit, ohne jedoch eine offizielle Auflösung bekanntzugeben.

### Werk seit 1982
Danach schrieben Andersson und Ulvaeus ein Musical vor dem Hintergrund des Kalten Krieges, zu dem Tim Rice das Textbuch verfasste. 1984 war das Musical Chess vollendet und wurde in Großbritannien ein großer Erfolg. In den USA war es wie schon die ABBA-Titel weniger erfolgreich, allerdings erreichte die Single One Night in Bangkok Platz 3 der US-Charts. In den 90er Jahren folgte ein weiteres Musical von Andersson und Ulvaeus, das Auswandererdrama um Kristina från Duvemåla, das bisher nur in einer schwedischen Fassung und seit 2009 auch in einer amerikanischen Fassung vorliegt. Nachdem ihm das Buch zu einem weiteren Musical-Projekt vorgelegt wurde, bei dem 24 bis 26 ABBA-Titel in eine Geschichte eingebettet wurden, adaptierte Benny die Songtexte und betreut seither die Produktionen von Mamma Mia in aller Welt, das 1999 am Londoner West-End Premiere hatte. Bei der Verfilmung von 2008 übernahm er ebenfalls die musikalische Leitung, spielte mit ehemaligen ABBA-Studiomusikern und großem Orchester die ABBA-Titel mit den Schauspielern neu ein und ist auch kurz im Film zu sehen.
Andersson ist Inhaber der schwedischen Plattenfirma Mono Music AB, bei der auch die Gesamtaufnahme von Kristina von Duvemala erschien, sowie des Stockholmer 4-Sterne-Boutiquehotels Rival und eines Reitstalls in der Nähe der schwedischen Hauptstadt. Heute leben Andersson und Nörklit in einem Vorort von Stockholm. Er gründete das Benny Anderssons Orkester („BAO!“), das hauptsächlich seine Instrumentalstücke mit Volksmusikcharakter spielt. Das erste von bisher sieben Studioalben erschien im Sommer 2001 und wurde in Schweden auf Anhieb ein großer Erfolg. Neben den Instrumentalstücken finden sich dort auch zwei von Helen Sjöholm gesungene Lieder. Björn Ulvaeus schrieb die Liedtexte dazu. Bei den folgenden Alben BAO på turné von 2006 und BAO 3 von 2007 ist Helen Sjöholm ebenfalls mit mehreren Songs vertreten, teils solo, teils mit Tommy Körberg, der auch bei Kristina från Duvemåla und der Neuauflage des Musicals Chess på svenska mitgewirkt hat und auch des Öfteren ihr Duettpartner war. Am 26. September 2008 wurde Andersson für seine Verdienste um den Erhalt schwedischer Volksmusik zum Ehrendoktor der Universität Stockholm ernannt. Bereits 2002 war er von der schwedischen Regierung für seine Fähigkeit, mit seiner Musik Menschen überall auf der Welt zu erreichen, mit einem Professorentitel geehrt worden.
Im Juli 2009 erschien das Album Story of a Heart. Der Titelsong ist der erste neue, gemeinsam mit ABBA-Partner Björn Ulvaeus in englischer Sprache verfasste Song seit 15 Jahren, sieht man von dem Promosong 2nd Best to None für sein Rival-Hotel in Stockholm ab. Für die Hochzeit der schwedischen Kronprinzessin Victoria und ihres Bräutigams Daniel Westling komponierte Andersson zusammen mit Kristina Lugn das klassische hymnische Werk Vilar glad i din famn („Glückselig in deinen Armen“). Es wurde am 19. Juni 2010 in der Stockholmer Kirche vom königlichen Philharmonieorchester und zwei Chören uraufgeführt, nachdem das Brautpaar die Ringe getauscht hatte. Am 8. Juni 2011 wurde das BAO-Album O klang och jubletid in Schweden veröffentlicht. Am 14. November 2012 erschien das Album Tomten Har Akt Hem mit traditionellen schwedischen Weihnachtsliedern. Am 27. November wurde mit BAO in a Box eine Zusammenstellung aller bisher erschienenen Alben plus zwei DVDs auf den schwedischen Markt gebracht. Am 8. Februar 2013 hatte das neue Musical Hjälp sökes in Stockholm Premiere. Allerdings handelt es sich bei dieser Produktion nicht um ein reines Musical wie Chess und Kristina von Duvemala, sondern um ein Schauspiel mit Gesangseinlagen. Andersson hat mit Ulvaeus acht Songs für die Bühnenfassung komponiert. Die beiden Ex-ABBA-Mitglieder haben auch an einer Studiofassung des Musicals gearbeitet, die am 4. September 2013 erschienen ist.

### Neues ABBA-Album 2021
2021 wurden erstmals nach fast vierzig Jahren neue Lieder der Gruppe veröffentlicht, am 5. November 2021 erschien das neue Album Voyage.

## Auszeichnungen und Ehrungen
- 2006 – Guldmasken Award
- 2015 – Rang 100 der 100 größten Songwriter aller Zeiten des Rolling Stone (gemeinsam mit Björn Ulvaeus)[7]
- 2018 – Opus Klassik in der Kategorie Klassik ohne Grenzen für das Album Piano[8]
- 2024 – Kommandeur 1. Klasse des Wasaordens[9]

## Diskografie
ABBA
- Siehe ABBA/Diskografie

Benny Anderssons Orkester
- Siehe Benny Anderssons Orkester

Hep Stars
- Siehe Hep Stars

Benny Andersson & Björn Ulvaeus
- 1970: Lycka (Glück)

### Studioalben (Solo)
| Jahr | Titel               | Höchstplatzierung, Gesamtwochen, AuszeichnungChartplatzierungen (Jahr, Titel, Platzierungen, Wochen, Auszeichnungen, Anmerkungen) | Höchstplatzierung, Gesamtwochen, AuszeichnungChartplatzierungen (Jahr, Titel, Platzierungen, Wochen, Auszeichnungen, Anmerkungen) | Höchstplatzierung, Gesamtwochen, AuszeichnungChartplatzierungen (Jahr, Titel, Platzierungen, Wochen, Auszeichnungen, Anmerkungen) | Höchstplatzierung, Gesamtwochen, AuszeichnungChartplatzierungen (Jahr, Titel, Platzierungen, Wochen, Auszeichnungen, Anmerkungen) | Höchstplatzierung, Gesamtwochen, AuszeichnungChartplatzierungen (Jahr, Titel, Platzierungen, Wochen, Auszeichnungen, Anmerkungen) | Anmerkungen                          |
| Jahr | Titel               | DE | AT | CH | UK | SE | Anmerkungen                          |
| ---- | ------------------- | --- | --- | --- | --- | --- | ------------------------------------ |
| 1987 | Klinga mina klockor | — | — | — | — | SE6 Platin · (10 Wo.)SE | Erstveröffentlichung: November 1987  |
| 1989 | November 1989       | — | — | — | — | SE13 Gold · (7 Wo.)SE | Erstveröffentlichung: November 1989  |
| 2009 | Story Of A Heart    | — | — | — | UK29 (3 Wo.)UK | SE5 (11 Wo.)SE | Erstveröffentlichung: Juni 2009      |
| 2017 | Piano               | DE9 (14 Wo.)DE | AT25 (3 Wo.)AT | CH24 (4 Wo.)CH | UK12 (6 Wo.)UK | SE1 Gold · (22 Wo.)SE | Erstveröffentlichung: September 2017 |

### Singles
| Jahr | Titel Album      | Höchstplatzierung, Gesamtwochen, AuszeichnungChartplatzierungen (Jahr, Titel, Album, Platzierungen, Wochen, Auszeichnungen, Anmerkungen) | Höchstplatzierung, Gesamtwochen, AuszeichnungChartplatzierungen (Jahr, Titel, Album, Platzierungen, Wochen, Auszeichnungen, Anmerkungen) | Höchstplatzierung, Gesamtwochen, AuszeichnungChartplatzierungen (Jahr, Titel, Album, Platzierungen, Wochen, Auszeichnungen, Anmerkungen) | Höchstplatzierung, Gesamtwochen, AuszeichnungChartplatzierungen (Jahr, Titel, Album, Platzierungen, Wochen, Auszeichnungen, Anmerkungen) | Höchstplatzierung, Gesamtwochen, AuszeichnungChartplatzierungen (Jahr, Titel, Album, Platzierungen, Wochen, Auszeichnungen, Anmerkungen) | Anmerkungen                     |
| Jahr | Titel Album      | DE | AT | CH | UK | SE | Anmerkungen                     |
| ---- | ---------------- | --- | --- | --- | --- | --- | ------------------------------- |
| 2009 | Story Of A Heart | — | — | — | UK83 (3 Wo.)UK | — | Erstveröffentlichung: Juni 2009 |

Musicals
- 1984: Chess (Studioalbum)
- 1987: Chess (Original Broadway Cast)
- 1994: Chess in Concert
- 1996: Kristina från Duvemåla
- 1999: Mamma Mia!
- 2002: Chess på svenska
- 2008: Mamma Mia! (Filmmusik)
- 2013: Hjälp sökes
- 2020: Mamma Mia! 2 (Filmmusik)

## Als Komponist in den Charts

### The Hep Stars
- No Response (1965) 1
- Sunny Girl (1966)
- Wedding (1966)

### Jan Malmsjö
- Hej clown (1969)

### Björn + Benny + Anna + Frieda (ABBA)
- Ring Ring (1973)
- Nina, Pretty Ballerina (1973)
- So Long (1974)
- Waterloo (1974)
- Honey Honey (1974)
- I've Been Waiting For You(1975)
- Rock Me (1975)
- I Do, I Do, I Do, I Do, I Do (1975)
- S.O.S. (1975)
- Mamma Mia (1975)
- Hasta mañana (1976)
- Fernando(1976)
- Dancing Queen (1976)
- Money, Money, Money (1976)
- Knowing Me, Knowing You (1977)
- The Name Of The Game (1977)
- Take A Chance On Me (1978)
- Eagle (1978)
- Summer Night City (1978)
- Chiquitita (1979)
- Does Your Mother Know (1979)
- Voulez-vous (1979)
- Gimme! Gimme! Gimme! (A Man After Midnight) (1979)
- I Have A Dream (1979)
- The Winner Takes It All (1980)
- Super Trouper (1980)
- Lay All Your Love On Me (1981)
- One Of Us (1981)
- Under Attack (1982)
- Head Over Heels (1982)
- The Day Before You Came (1982)
- Thank You For The Music (1984)

### Sweet Dreams
- Honey Honey (1974)

### Agnetha Fältskog
- S.O.S. (1975)

### Svenne & Lotta
- Bang-A-Boomerang (1975)

### Birgitta Wollgård & Salut
- Om och om och om igen (1975)

### Carene Cheryl
- Oh! Mama mia(1976)

### Michèle Torr
- J'aime (1977)

### Mike Oldfield
- Arrival (1981)

### Mireille Mathieu
- Bravo tu as gagné (1981)

### Finn Kalvik
- Aldri i livet (1981)

### Cristy Lane
- I Have A Dream (1981)

### Stars On 45
- Stars On 45 Vol. 2 (1981)

### Marianne Rosenberg
- Ich sah deine Tränen (1982)

### André Hazes
- Met kerst ben ik alleen (1982)

### Blancmange
- The Day Before You Came (1984)

### Bonnie & José
- Cassandra (1984)
- Zoals vrienden doen (1985)

### Bonnie & José & Ron Brandsteder
- Waarom (1985)

### Murray Head
- One Night In Bangkok (1985)

### Elaine Paige&Barbara Dickson
- I Know Him So Well (1985)

### Gemini
- Just Like That (1986)
- Mio min Mio (1987)

### Cissy Houston&Whitney Houston
- I Know Him So Well (1988)

### Edelweiss
- Bring Me Edelweiss (1988)

### Ainbusk Singers
- Lassie (1990)

### Def Syndicate
- The A Project (1990)

### Abbacadabra
- Dancing Queen (1992)

### Rob’n’Raz DLC
- Dancing Queen (1992)

### Sha-Na
- Fernando (1992)
- Hasta mañana (1996)

### Erasure
- ABBA-esque (1992)

### Josefin Nilsson
- Heaven And Hell (1993)

### Pandora
- One Of Us (1995)

### E-Rotic
- The Winner Takes It All (1997)

### Vengaboys
- Boom, Boom, Boom, Boom!! (1998)

### US5
- One Of Us (2005)

## Produktionen
Agnetha Fältskog
- My Very Best (2 CD) (2008)
- That’s Me – The Greatest Hits (CD) (1998)

Ainbusk Singers
- Älska Mej (CD, EP) (1993)
- Från När Till Fjärran – Live (CD) (1993)
- Lassie (7″ Single) (1990)

Amanda Seyfried
- Gimme! Gimme! Gimme! (CD-Single) (2008)

Anni-Frid Lyngstad
- Anni-Frid Lyngstad (LP) (1971)
- Frida (LP) (1971)
- Frida Ensam (CD, LP) (1975)
- Fernando (7″ Single) (1976)
- Frida (4 CD, 1 DVD) (2005)
- Tre Kvart Från Nu (CD) (2010)

Arne Lamberth
- Våra Käraste Psalmer 1 (LP) (1972)
- Våra Käraste Psalmer 2 (LP) (1973)

Barbara Dickson
- Gold (CD, LP) (1985)

Benny Andersson
- Klinga Mina Klockor (CD, LP, MC) (1987)
- November 1989 (CD, LP) (1989)

Benny Andersson & Orsa Spelmän & Dalarnas Spelmansförbund & Åsa Jinder & Peter Hedlund
- Fiolen Min (Svenska Spelmanslåtar) (CD) (1990)

Benny Andersson Band
- Story of a Heart (CD) (2009)

Benny Anderssons Orkester
- Benny Anderssons Orkester (CD) (2001)

Benny Anderssons Orkester & Helen Sjöholm
- BAO! (CD) (2004)
- Du Frälste Mig I Sista Stund (CD-Single) (2007)
- Sommaren Du Fick (CD-Single) (2009)

Benny Anderssons Orkester & Helen Sjöholm & Tommy Körberg
- BAO 3 (CD) (2007)
- BAO In Box (6 CD, 2 DVD) (2012)
- BAO På Turné (CD) (2006)
- Nu Mår Jag Mycket Bättre (CD-Single) (2008)
- O Klang Och Jubeltid (CD) (2011)
- Tomten Har Åkt Hem (Julmelodier) (CD) (2012)

Benny Anderssons Orkester & Tommy Körberg
- Fait Accomplit (CD-Single) (2007)

Björn Skifs
- The Arbiter (I Know The Score) (7″Single, 12″ Maxi) (1984)

Björn Ulvaeus & Benny Andersson
- Lycka (CD, LP) (1970)

Brita Borg
- Ljuva sextiotal (1969)

Elaine Paige
- Heaven Help My Heart (7″ Single, 12″ Maxi) (1985)
- Nobody’s Side (7″ Single, 12″ Maxi) (1984)

Elaine Paige & Barbara Dickson
- I Know Him So Well (7″ Single, 12″) (1984)

Emma Härdelin
- Innan Gryningen (CD-Single) (1999)

Finn Kalvik
- Aldri I Livet (7″ Single) (1981)
- Here In My Heart (7″ Single) (1981)
- Kom Ut Kom Fram (LP) (1979)
- Natt Og Dag (LP, MC) (1981)

Gemini
- Another You, Another Me (7″ Single, 12″) (1985)
- Det Bästa Med Karin Och Anders Glenmark (CD) (2005)
- Gemini (CD, LP) (1985)
- Geminism (CD, LP) (1987)
- Just Like That (7″Single, 12″) (1986)
- Mio Min Mio (7″ Single) (1987)
- Slow Emotion (12″ Maxi-Single) (1985)
- T.L.C. (7″ Single) (1987)
- Wild About That Girl (7″ Single) (1987)

Gitte
- Happy End (7″ Single) (1976)

Gösta Ekman & Kent Andersson & Dan Ekborg & Johannes Brost & Lakke Magnusson
- Fru Vennermans Sång (CD-Single) (1994)

Gugge Hedrenius Big Blues Band
- Blues Of Sweden (LP) (1972)

Gustaf Sjökvists Kammarkör & Storkyrkans Kör & Kungliga Filharmonikerna & Orsa Spelmän
- Vilar Glad. I Din Famn (CD-Single) (2010)

Helen Sjöholm
- Hemma (CD-Single) (1997)

Hootenanny Singers
- Evert Taube På Vårt Sätt (LP) (1974)
- Våra Vackraste Visor (LP) (1971)

Josefin Nilsson
- Heaven And Hell (7″Single, 12″, CD-Single) (1993)
- High Hopes And Heartaches (12″ Single, CD-Single) (1993)
- Shapes (CD, LP) (1993)
- Surprise, Surprise (CD-Single) (1993)
- Where The Whales Have Ceased To Sing (CD-Single) (1993)

Lena Andersson
- 12 Nya Visor (LP) (1972)

Mireille Mathieu
- Bravo Tu As Gagné (7″ Single) (1981)

Murray Head
- One Night In Bangkok (7″ Single, 12″ EP) (1984)
- Pity the Child (7″ Single, 12″) (1985)

No Artist
- Fågelsång I Sverige (CD) (1990)

Orsa Spelmän
- Ödra (CD) (1998)
- Orsa Spelmän (CD) (1988)

Per Myrberg
- Sommarnatt (Per Myrberg Sjunger Taube) (CD) (2003)
- Vals Ombord (CD-Single) (2003)

Svenne & Lotta
- 2 (LP) (1975)
- Bang En Boomerang (7″ Single) (1975)
- Oldies But Goodies (LP) (1973)

Svenska Ryttarlandslaget & Tommy Körberg
- Upp Till Kamp (12″ Single) (1990)

Ted Gärdestad
- För Kärlekens Skull (7″ Single, CD-Single) (1993)
- Franska Kort (LP, MC) (1976)
- Gonna Make You My Angel (7″ Single) (1974)
- Helt Nära Dig (8 CD) (2009)
- Låt Kärleken Slå Rot (7″ Single) (1981)
- Rockin' 'n' Reelin' (7″ Single) (1975)
- Stormvarning! (CD, LP, MC) (1981)
- Ted (CD, LP, MC) (1973)
- Ted Gärdestad (4 CD) (2011)
- Undringar (CD, LP, MC) (1972)
- Upptåg (CD, LP, MC) (1974)

The Rivals
- 2nd Best To None (CD-Single) (2009)

Tommy Körberg
- Anthem (7″ Single, 12″) (1984)
- Gränslös. Det Bästa Med Tommy Körberg (2 CD) (2003)

Triakel